# Taras Protsyuk
Taras Protsyuk (ucraniano: Тарас Процюк;  Ivano-Frankivsk, Ucrania 16 de enero de 1968 - Bagdag, Irak, 8 de abril de 2003) fue un camarógrafo de televisión ucraniano que trabajaba para la agencia británica Reuters, que murió durante la invasión de Irak liderada por Estados Unidos en 2003.

## Biografía
Trabajaba como camarógrafo para Reuters desde 1993. 
Durante su carrera cubrió los conflictos en Afganistán, Bosnia, Chechenia, Kosovo e hizo reportajes de noticias sobre Polonia. 
Su familia se había mudado de Kiev a Varsovia (Polonia) en 1999.
Protsyuk estaba en trámite de obtener la ciudadanía polaca. Dejó viuda y un hijo.

### Muerte

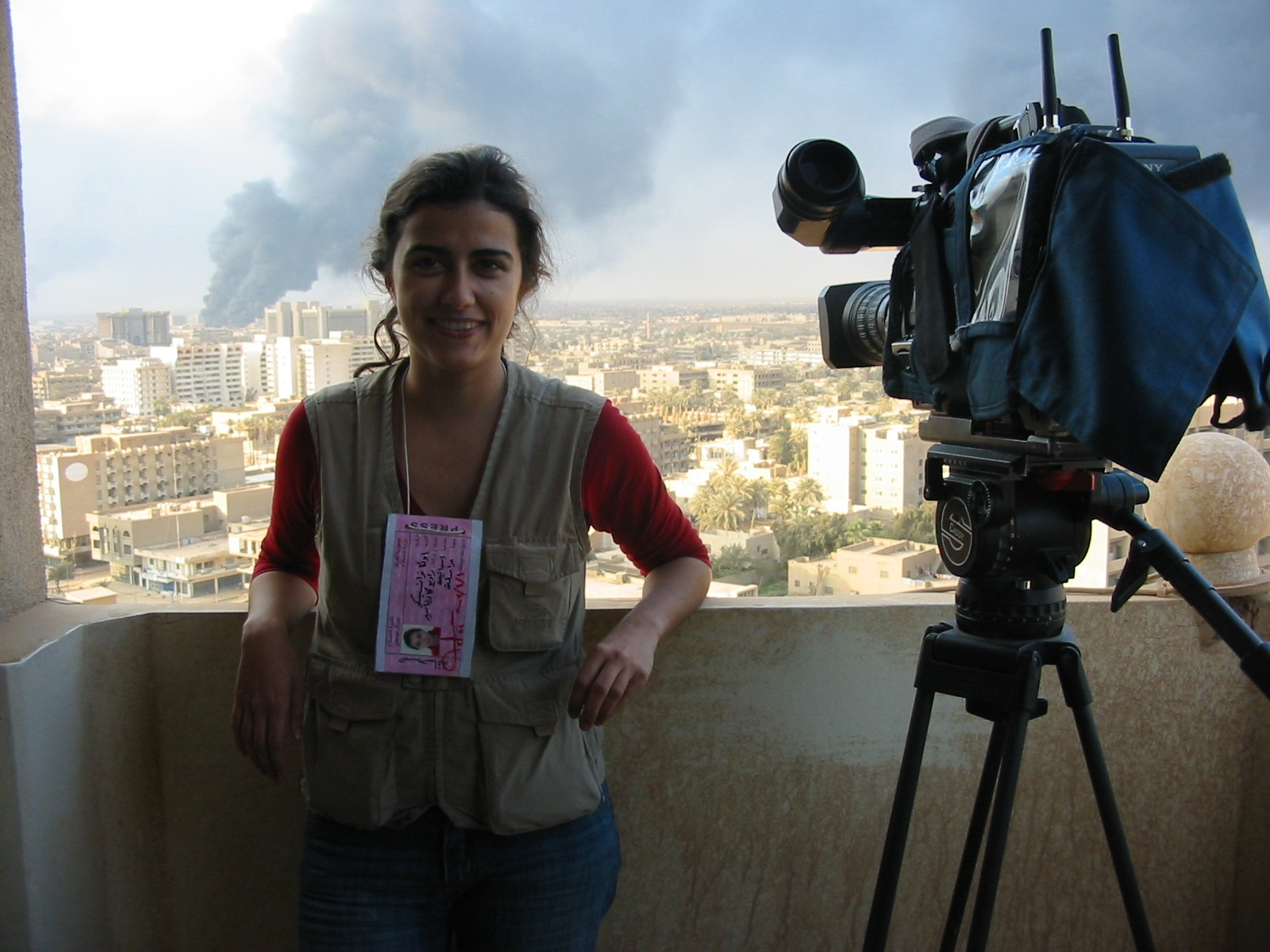
La periodista española Olga Rodriguez en el hotel Palestina de Bagdad, durante la invasión de Irak

Protsyuk estaba filmando desde un balcón en el piso 15 del Hotel Palestina en Bagdad, en el cual se alojaba la mayoría de los periodistas extranjeros,  el avance de los tanques estadounidenses en la capital iraquí, cuando un proyectil disparado por un tanque estadounidense M1 Abrams lo mató a él e hirió gravemente a José Couso, camarógrafo de la cadena de televisión española Telecinco que se encontraba un piso más abajo también filmando y que falleció poco después. Otros tres periodistas de Reuters resultaron heridos: Pasquale, un camarógrafo y coordinador de antenas parabólicas, la jefa de la oficina del Golfo Samia Nakhoul y el fotógrafo iraquí Faleh Kheiber. El soldado estadounidense al mando del tanque era el sargento Shawn Gibson de la 3ª División de Infantería de los Estados Unidos. El mismo día, un total de tres lugares en Bagdad que albergaban a periodistas fueron atacados por las fuerzas armadas estadounidenses, matando a tres periodistas e hiriendo a cuatro.
Fue llevado al hospital Ibn Al Nafees de Bagdad.
Hubo informes contradictorios sobre la naturaleza del bombardeo que mató a Protsyuk. Inmediatamente después del incidente, funcionarios militares estadounidenses afirmaron que uno de sus tanques había disparado contra el hotel en respuesta al fuego de francotiradores y cohetes. Sin embargo, los periodistas en el hotel en el momento del bombardeo, afirmaron no haber escuchado ningún fuego proveniente del hotel. Además, la naturaleza accidental del incidente fue objeto de más cuestionamiento cuando un ex oficial de inteligencia militar reveló en 2008 que el Hotel Palestina había sido catalogado como objetivo militar antes del incidente de 2003.  Un informe del Comité para la Protección de los Periodistas (CPJ) concluyó que el bombardeo del hotel, aunque no deliberado, era evitable ya que los comandantes estadounidenses sabían que los periodistas estaban presentes en el hotel y tenían la intención de no atacarlo. El informe pidió al Pentágono que llevara a cabo una investigación exhaustiva y pública sobre el incidente. Una de las conclusiones del informe del CPJ: que los comandantes estadounidenses sabían que los periodistas estaban en el Hotel Palestina, pero no transmitieron este conocimiento a las fuerzas en el terreno.

## Homenajes
Cientos de personas, incluidos políticos y figuras públicas, asistieron a su funeral en Kiev el 13 de abril y el parlamento ucraniano guardó un minuto de silencio en su memoria.